# Kluppi
Kluppi är en ö i Finland. Den ligger i Skärgårdshavet och i kommunen Gustavs i den ekonomiska regionen  Nystadsregionen i landskapet Egentliga Finland, i den sydvästra delen av landet. Ön ligger omkring 65 kilometer väster om Åbo och omkring 220 kilometer väster om Helsingfors.
Öns area är 5 hektar och dess största längd är 0,6 kilometer i nord-sydlig riktning.